# 1451 Granö
Az 1451 Granö (ideiglenes jelöléssel 1938 DT) a Naprendszer kisbolygóövében található aszteroida. Yrjö Väisälä fedezte fel 1938. február 22-én, Turkuban.